# 1891 en science
| Années de la science : 1888 - 1889 - 1890 - 1891 - 1892 - 1893 - 1894    |
| Décennies de la science : 1860 - 1870 - 1880 - 1890 - 1900 - 1910 - 1920 |

Cet article présente les faits marquants de l'année 1891 en science.

## Événements
- 7 février : Albert Calmette arrive en Indochine française pour fonder l'Institut Pasteur de Saïgon[1].
- 16 mai - 19 octobre : salon international de l'électricité à Francfort-sur-le-Main en Allemagne. L'exposition présente pour la première fois une ligne à haute tension de courant triphasé de haute puissance sur 175 km entre Francfort et Lauffen[2].

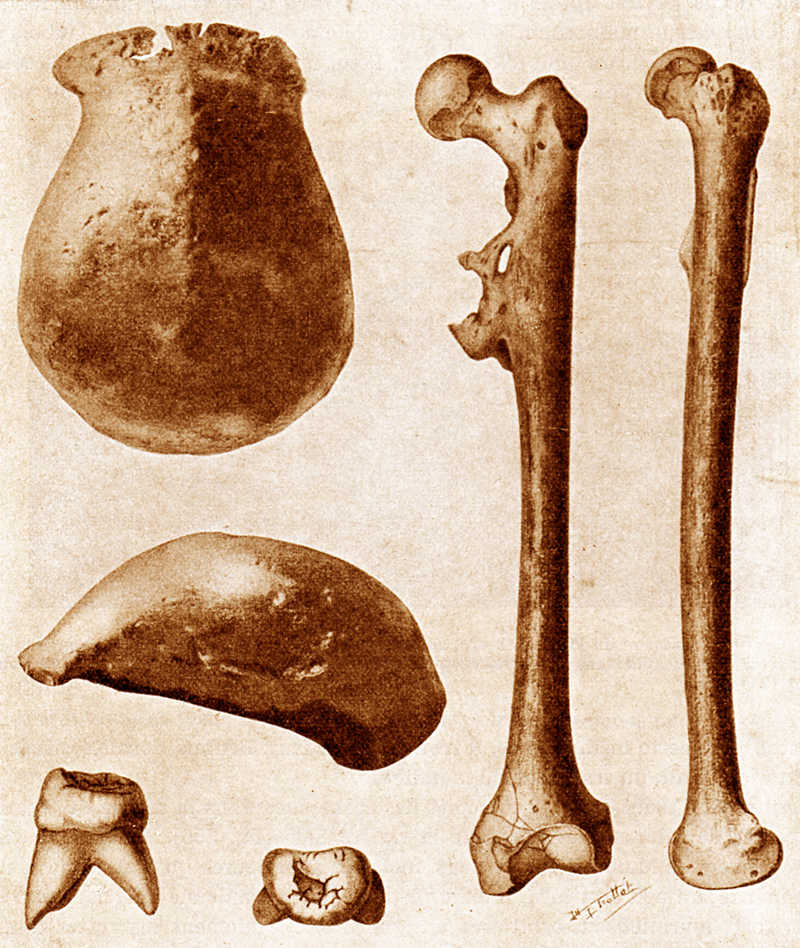
Fossiles découverts par Eugène Dubois ayant servi à définir Pithecanthropus erectus.

- Août : l'anatomiste néerlandais Eugène Dubois commence des fouilles à Trinil, à l’est de l'île de Java en Indonésie ; en septembre, il découvre une molaire supérieure droite puis en octobre une calotte crânienne. Ce sont les premiers restes d'Homo erectus connus. Après la découverte en août 1892 d'un fémur appartenant incontestablement à un bipède, il propose que la molaire, la calotte crânienne et le fémur appartiennent au même individu, qu'il nomme anthropopithèque puis pithécanthrope (Pithecanthropus erectus) dans une étude publiée en 1894[3].

- 1er octobre : ouverture de l'Université Stanford à Palo Alto en Californie[4].
- 2 novembre : ouverture du California Institute of Technology (Caltech)[5].

- La chimiste allemande Agnes Pockels publie un article dans Nature concernant les phénomènes de tension de surface des fluides[6].
- Le chimiste allemand Emil Fischer conçoit la projection de Fischer[7].

### Technologie
- 2 février : le physicien français Gabriel Lippmann présente à l'Académie des sciences un procédé de photographie en couleurs[8].
- 12 avril : lancement du quadricycle automobile Peugeot Type 2 mis au point par Émile Levassor équipé d'un moteur Daimler à essence[9].
- 10 mai : l'entrepreneur de pompes funèbres américain Almon Strowger obtient un brevet pour un central téléphonique automatique[10].

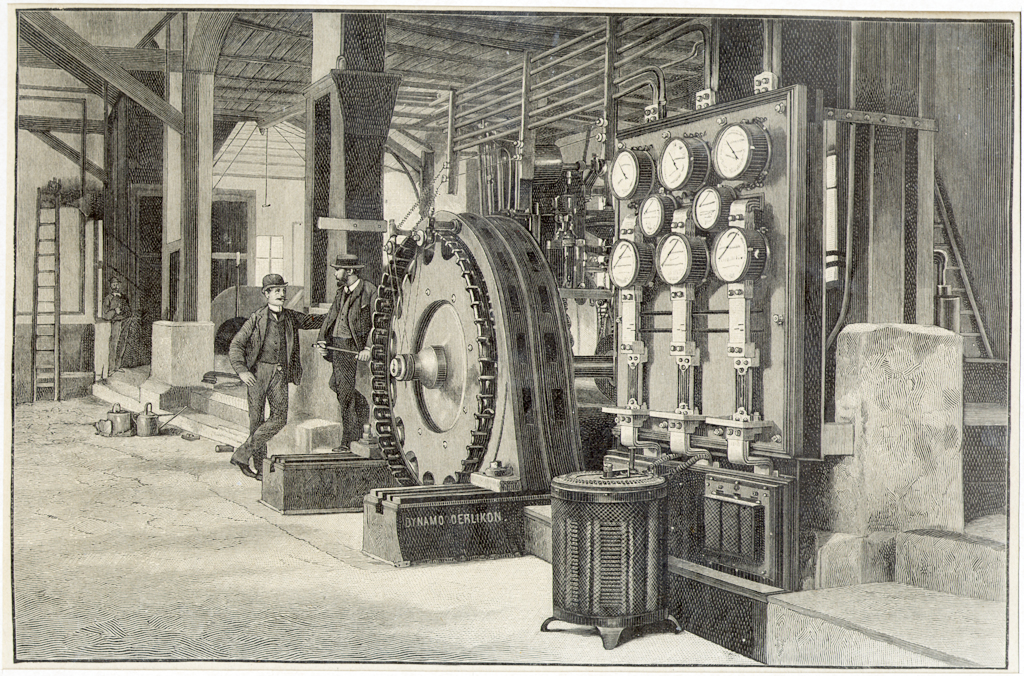
Le générateur triphasé installé à Lauffen pour l'exposition électrotechnique internationale de Francfort-sur-le-Main.

- 20 mai : le kinétoscope de Thomas Edison est présenté au public devant une assemblée de cent-cinquante militantes de la Federation of Women’s Clubs. Il diffuse un film de quelques secondes intitulé Dickson Greeting réalisé par William Dickson[11].
- 18 juin-18 juillet-14 août : Michelin dépose trois brevets pour le pneumatique démontable et réparable[12].
- 6 septembre : présentation de la Peugeot type 3, qui suit la course cycliste Paris-Brest-Paris[13].
- 30 octobre  : René Panhard et Émile Levassor, qui ont obtenu la licence du moteur Daimler en 1888, vendent leur première automobile à essence[14].

- 22 décembre : l'inventeur français Fernand Forest et son associé l'industriel Georges Gallice déposent un brevet de perfectionnements dans les moteurs à gaz et à pétrole permettant d'utiliser complètement la détente des gaz provenant de la déflagration[15].

## Prix
- Médailles de la Royal Society
  - Médaille Copley : Stanislao Cannizzaro
  - Médaille Davy : Victor Meyer
  - Médaille royale : Arthur Rucker, Charles Lapworth

- Médailles de la Geological Society of London
  - Médaille Lyell : Thomas McKenny Hughes (en)
  - Médaille Murchison : Waldemar Christopher Brogger
  - Médaille Wollaston : John Wesley Judd

- Médaille Linnéenne : Jean-Baptiste Édouard Bornet

## Naissances

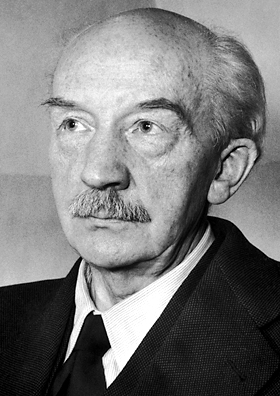
Walther Bothe

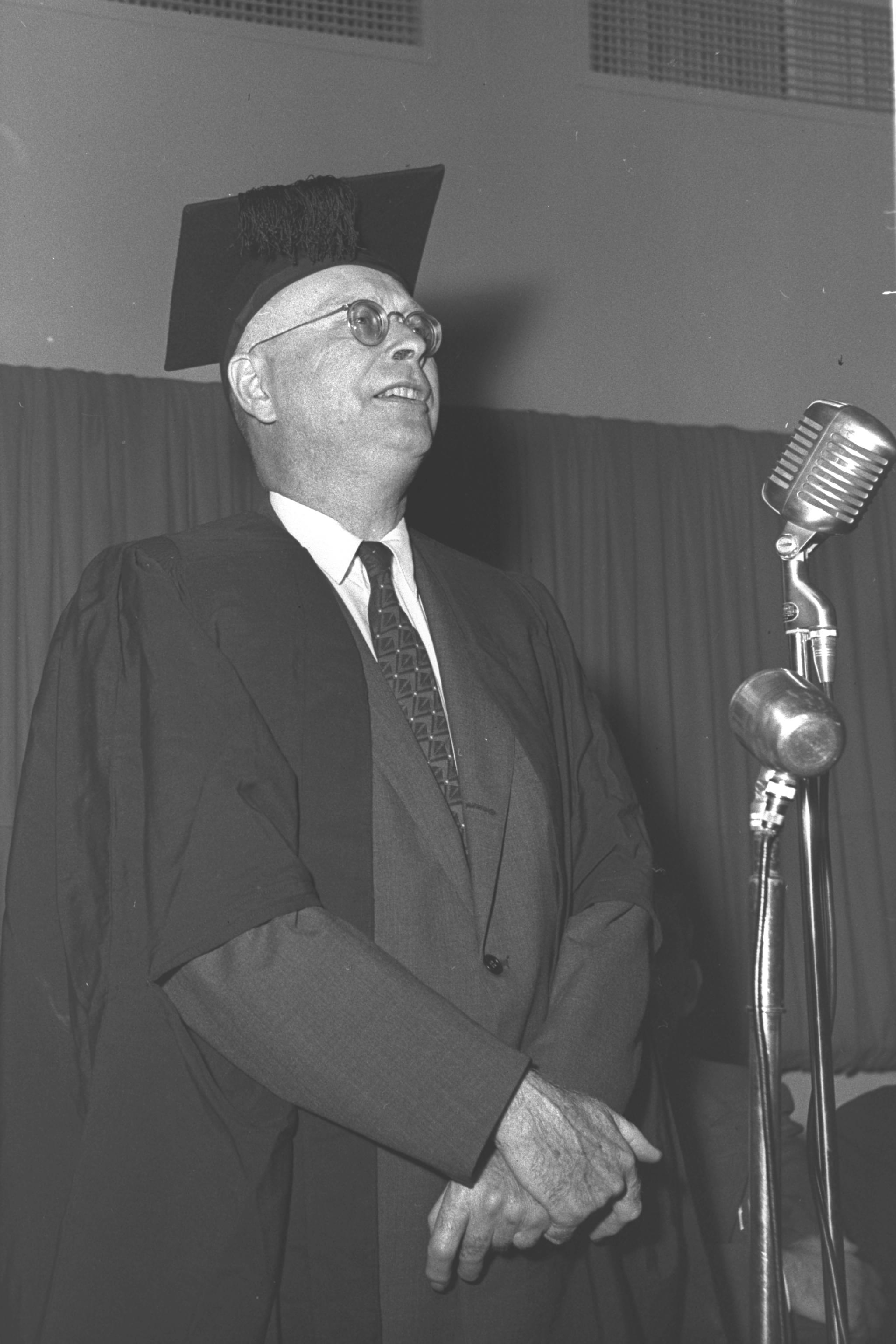
William Foxwell Albright

- 8 janvier : Walther Bothe (mort en 1957), physicien allemand, prix Nobel de physique en 1954.
- 12 janvier : Jack Drummond (mort en 1952), biochimiste britannique.
- 16 février : Hans Günther (mort en 1968), anthropologue allemand.

- 11 mars : Michael Polanyi (mort en 1976), polymathe et épistémologue hongrois.
- 18 mars : Walter A. Shewhart (mort en 1967), physicien et statisticien américain.
- 22 mars : Pedro Bosch-Gimpera (mort en 1974), archéologue, ethnologue et préhistorien espagnol.

- 22 avril : Harold Jeffreys (mort en 1989), mathématicien et statisticien, géophysicien et astronome britannique.
- 23 avril : Albert Perronne (mort en 1982), chimiste et photographe français.
- 25 avril : Franz Kaiser (mort en 1962), astronome allemand.
- 29 avril : Georges Chaudron (mort en 1976), chimiste français.

- 18 mai : Rudolf Carnap (mort en 1970), philosophe allemand puis américain, représentant du positivisme logique.
- 24 mai : William Foxwell Albright (mort en 1971), archéologue américain.
- 13 juin : Wendell Phillips Woodring (mort en 1983), paléontologue américain.
- 16 juin : Vladimir Aleksandrovich Albitzky (mort en 1952), astronome russe.

- 5 juillet :
  - Jacques Bourcart (mort en 1965), géologue et océanographe français.
  - John Howard Northrop (mort en 1987), biochimiste américain.
  - André Pochan, physicien et mathématicien français.

- 17 août : Abram Kardiner (mort en 1981), psychiatre, psychanalyste et anthropologue américain.
- 19 août : Milton Humason (mort en 1972), astronome américain.
- 31 août : Étienne Patte (mort en 1987), géologue, paléontologue, préhistorien et anthropologue français.

- 6 septembre : Yrjö Väisälä (mort en 1971), astronome et physicien finlandais.
- 12 septembre : Géza Róheim (mort en 1953), ethnologue et psychanalyste américain d'origine hongroise.
- 24 septembre : William F. Friedman (mort en 1969), cryptologue dans l'armée américaine.
- 30 septembre : Otto Schmidt (mort en 1956), mathématicien, astronome, géophysicien et homme d'État soviétique.

- 2 octobre : Erik Stensiö (mort en 1984), paléozoologiste suédois.
- 20 octobre : James Chadwick (mort en 1974), physicien britannique, prix Nobel de physique en 1935.

- 6 novembre : Rudolf Hauschka (mort en 1969), chimiste fondateur du laboratoire et entreprise pharmaceutique et cosmétique Wala.
- 12 novembre : Seth Barnes Nicholson (mort en 1963), astronome américain.
- 14 novembre : Frederick Banting (mort en 1941), médecin et physiologiste canadien, prix Nobel de physiologie ou médecine en 1923.
- 21 novembre : Alfred Sturtevant (mort en 1970), généticien américain.

## Décès

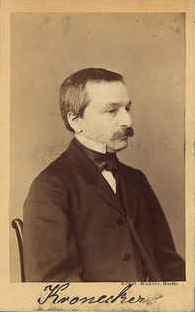
Leopold Kronecker

- 3 janvier : John Casey (né en 1820), géomètre irlandais.
- 10 janvier : Henry Bowman Brady (né en 1835), pharmacien et naturaliste britannique.
- 24-25 février : Émile Gautier (né en 1822), militaire et astronome suisse.
- 30 avril : Joseph Leidy (né en 1823), paléontologue américain.

- 1er mai : Eduard Schönfeld (né en 1828), astronome allemand.
- 8 mai : Alexander von Keyserling (né en 1815), paléontologue, géologue et naturaliste allemand.
- 11 mai : Karl Wilhelm von Nägeli (né en 1817), botaniste suisse.
- 28 mai : Peter Martin Duncan (né en 1824), paléontologue et zoologiste britannique.

- 9 juin : Ludvig Lorenz (né en 1829), physicien et mathématicien danois.
- 18 juin : Wilhelm Eduard Weber (né en 1804), physicien allemand.
- 23 juin : Norman Robert Pogson (né en 1829), astronome britannique.

- 30 août : Emanoil Bacaloglu (né en 1830), mathématicien, physicien et chimiste roumain.

- 17 septembre : Joseph Petzval (né en 1807), mathématicien, inventeur et physicien allemand hongrois.
- 18 septembre : William Ferrel (né en 1817), météorologue américain.

- 9 décembre : Andrew Ramsay (né en 1814), géologue britannique.
- 13 décembre : Jean Servais Stas (né en 1813), chimiste belge.
- 30 décembre : Maxence de Chalvet (né en 1849), égyptologue français.